# Lypothora walsinghamii
Lypothora walsinghamii es una especie de polilla de la familia Tortricidae. Se encuentra en Chile.